# Bauhaus-Universiteit Weimar

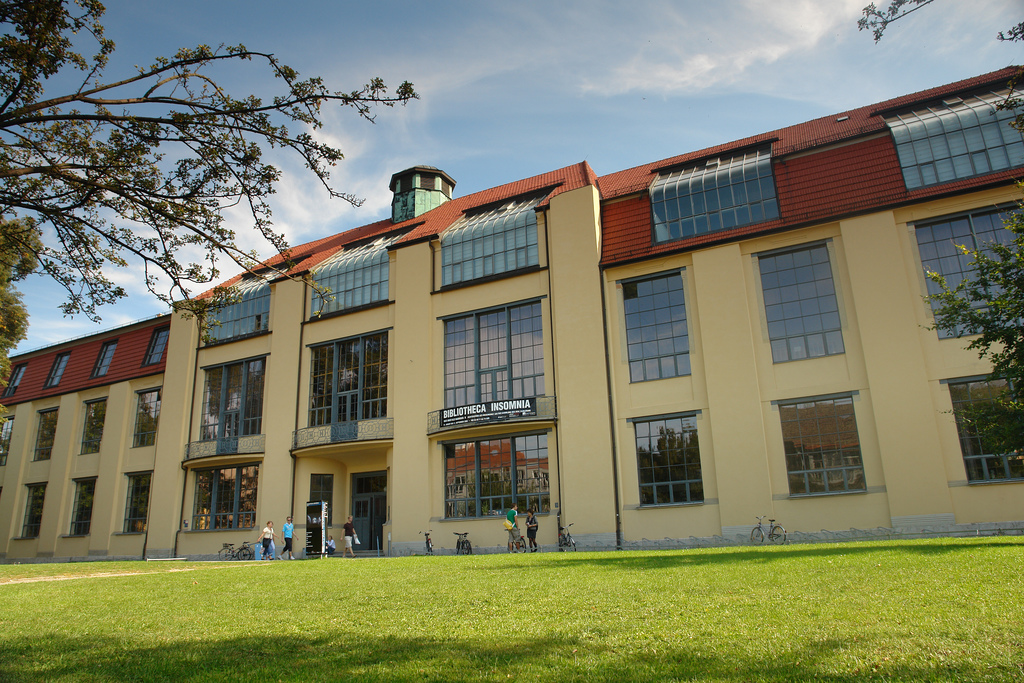
Hoofdgebouw van de Bauhaus Universiteit

De Bauhaus-Universiteit (Duits: Bauhaus-Universität Weimar) is een op creatieve en technische beroepen gespecialiseerde universiteit in Weimar, Duitsland, die haar oorsprong vindt in de in 1860 opgerichte Großherzoglich-Sächsische Kunstschule en in het 1919 opgerichte Bauhaus. Op 3 juni 1910 bekwam dit instituut de graad van hogeschool en kreeg het in 1996 zijn huidige naam. Aan de universiteit studeren rond de 4.000 studenten.
Nu is de Bauhaus Universiteit Weimar een van de vier universiteiten in de vrijstaat Thüringen. In 2010 vierde de universiteit haar 150-jarige bestaan als Kunstschule und Hochschule in Weimar.

## Bekende Alumni
- Max Liebermann (1847−1935), schilder
- Ludwig Hirschfeld Mack (1893−1965), schilder en „kunstlicht-muzikant“
- Ernst Neufert (1900−1986), architect
- Karl Neupert (1910−1991), architect,
- Rudolf Ortner (1912−1997), architect, schilder en fotograaf
- Rudolf Skoda (1931−2015), architect
- Klaus Uhlig (*1932), architect en beeldend kunstenaar
- Günther Krause (*1953), EDV-ingenieur en politicus
- Heike Hanada (*1964), architect
- Erik Buchholz (*1969), schilder
- Bas Böttcher (*1974), lyricus, kunstenaar
- Andreas Jancke (*1978), acteur
- Nora Binder (*1984), actrice